# Dysderidae
Dysderidae C. L. Koch, 1837 è una famiglia di ragni appartenente all'infraordine Araneomorphae.

## Etimologia
Il nome deriva dal greco δύσ-, dìs-, prefisso peggiorativo, indicante la difficoltà di compiere un'azione e δῆρις, dèris, cioè combattimento, lotta, gara, stando a significare, letteralmente, contro cui si combatte male, volendo indicare una loro abilità nell'affrontare gli avversari, ed il suffisso -idae, che designa l'appartenenza ad una famiglia.

## Caratteristiche
Gli appartenenti a questa famiglia hanno sei occhi, disposti a semicerchio come gli appartenenti alla famiglia Segestriidae ma solo le prime due paia di zampe sono rivolte in avanti; le femmine hanno l'epigino sclerotizzato. Hanno dimensioni variabili da 5 a 14 millimetri ed il corpo ha forma allungata.

## Comportamento
Posseggono cheliceri molto sviluppati che adoperano per penetrare la spessa pelle degli onischi e dei coleotteri, loro prede favorite. Alcune specie del genere Dysdera, se minacciate, non esitano a mordere anche l'uomo e, anche se il loro veleno non è stato studiato a fondo, pare non provochi che arrossamenti ed edemi localizzati.
Passano il giorno sotto le pietre, soprattutto se scaldate dal sole, dove costruiscono un bozzolo sferico per deporvi le uova. Sono agili corridori e soprattutto la femmina è aggressiva. D'inverno non è difficile trovarseli in casa, dove cercano rifugio alle rigide temperature esterne.

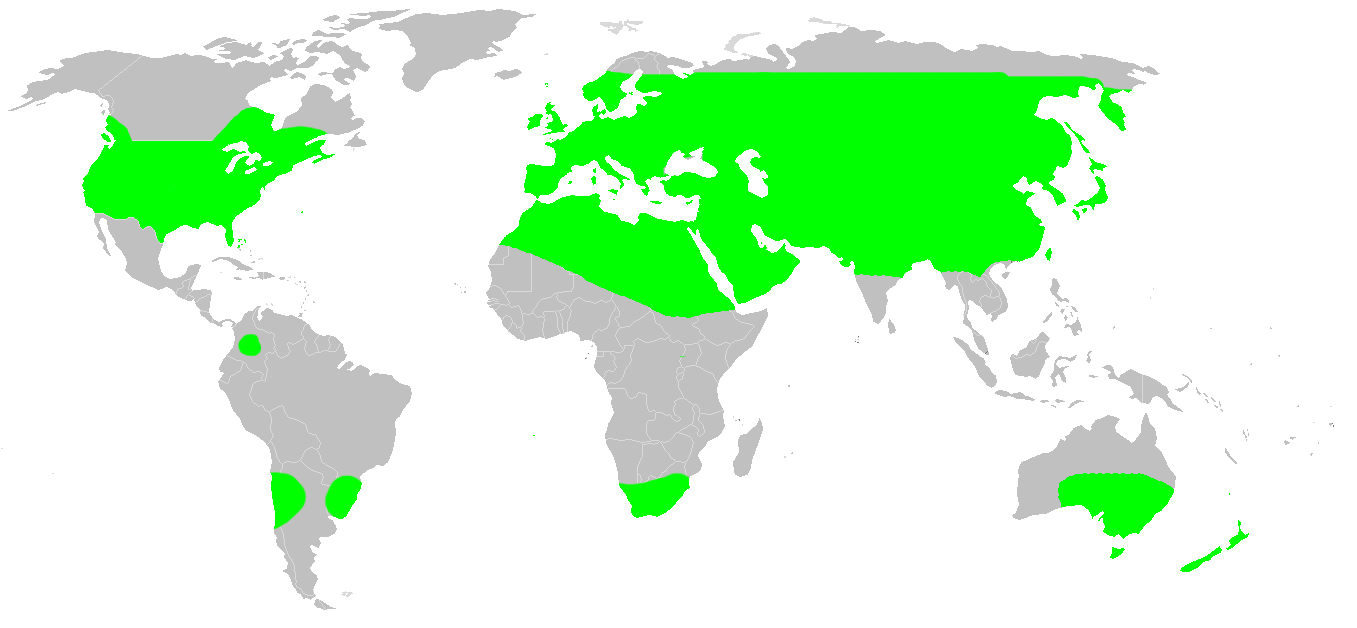
Dysderidae - distribuzione

## Distribuzione
È una famiglia pressoché cosmopolita, presente in tutta Europa, Asia centrale, Medio Oriente, Africa settentrionale, Australia, Sudafrica, Brasile, Argentina, Cile, Colombia e Stati Uniti orientali.

## Tassonomia
Attualmente, a novembre 2020, si compone di 25 generi e 578 specie viventi e 1 genere fossile. Per la suddivisione in sottofamiglie viene esposta di seguito la classificazione dell'entomologo Joel Hallan:
- Dysderinae C. L. Koch, 1837

- Cryptoparachtes Dunin, 1992  - Georgia, Azerbaigian
- Dysdera Latreille, 1804 - cosmopolita
- Dysderella Dunin, 1992 - Azerbaigian, Turkmenistan
- Dysderocrates Deeleman-Reinhold & Deeleman, 1988 - Penisola balcanica
- Harpactocrates Simon, 1914 - Europa
- Hygrocrates Deeleman-Reinhold, 1988 - Georgia, Turchia
- Kut Kunt, Elverici, Yağmur & Özkütük, 2019 - Turchia
- Parachtes Alicata, 1964 - Europa meridionale
- Rhodera Deeleman-Reinhold, 1989 - Creta
- Stalitochara Simon, 1913 - Algeria
- Tedia Simon, 1882 - Israele, Siria

- Harpacteinae

- Dasumia Thorell, 1875 - Europa, Medio Oriente
- Folkia Kratochvíl, 1970  - Penisola balcanica
- Harpactea Bristowe, 1939 - dall'Europa all'Iran, Mediterraneo
- Holissus Simon, 1882 - Corsica
- Kaemis Deeleman-Reinhold, 1993 - Italia
- Minotauria Kulczynski, 1903 - Creta
- Sardostalita Gasparo, 1999 - Sardegna
- Stalagtia Kratochvíl, 1970 - Penisola balcanica, Grecia

- Rhodinae

- Mesostalita Deeleman-Reinhold, 1971 - Penisola balcanica, Italia
- Parastalita Absolon & Kratochvíl, 1932 - Bosnia-Herzegovina
- Rhode Simon, 1882 - Mediterraneo
- Speleoharpactea Ribera, 1982 - Spagna
- Stalita Schiödte, 1847 - Penisola balcanica
- Stalitella Absolon & Kratochvíl, 1932 - Penisola balcanica

### Genere fossile
- Dasumiana Wunderlich, 2004 †; fossile, Paleogene

- Dasumiana emicans Wunderlich, 2004 †; fossile (ambra baltica)
- Dasumiana subita (Petrunkevitch, 1958) †; fossile (ambra baltica)
- Dasumiana valga Wunderlich, 2004 †; fossile (ambra baltica)